# Lea-Francis

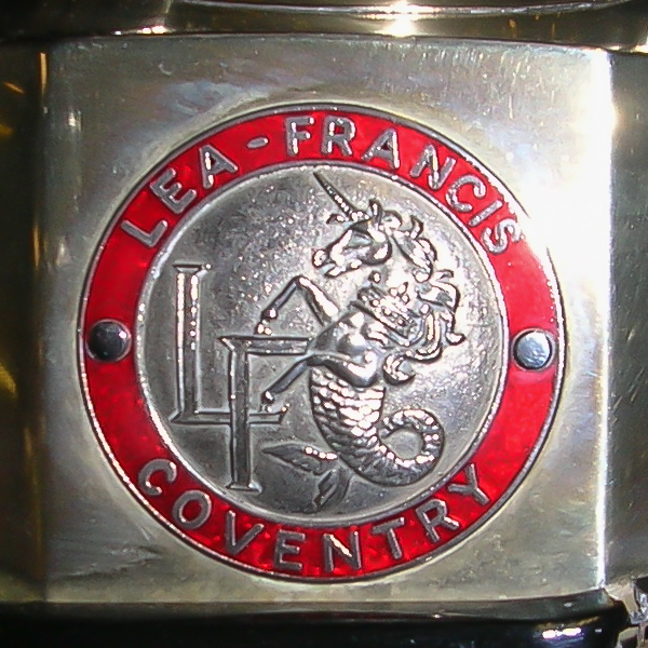
Znaczek chłodnicy Lea-Francis

Lea-Francis – brytyjska firma motoryzacyjna powstała w 1895 roku.

## Historia
Firma powstała w 1895 roku, produkowała rowery, w 1903 roku wyprodukowała swój pierwszy samochód w fabryce w Coventry. Pod koniec 1930 roku firma zaczęła produkować własne silniki zaprojektowane przez Hugh Rose'a.
Firma dostarczała silniki dla Formuły 1.
W 1960 roku firma została zreformowana i wyprodukowała kilka prototypów ale nigdy nie weszły one do produkcji, w 1963 Lea-Francis ogłosiła stan upadłości.
W 1995 roku firma wyprodukowała samochód sportowy.